# Thandaung
Thandaung (pwo de l'Est : ဍုံသင်တင် ; birman : : သံတောင်မြို့) est une petite ville de l'État de Kayin (autrefois appelé État Karen) en Birmanie. Elle appartient au township de Thandaunggyi dans le district de Pa-An.

## Galerie de photographies

Photos de Thandaung
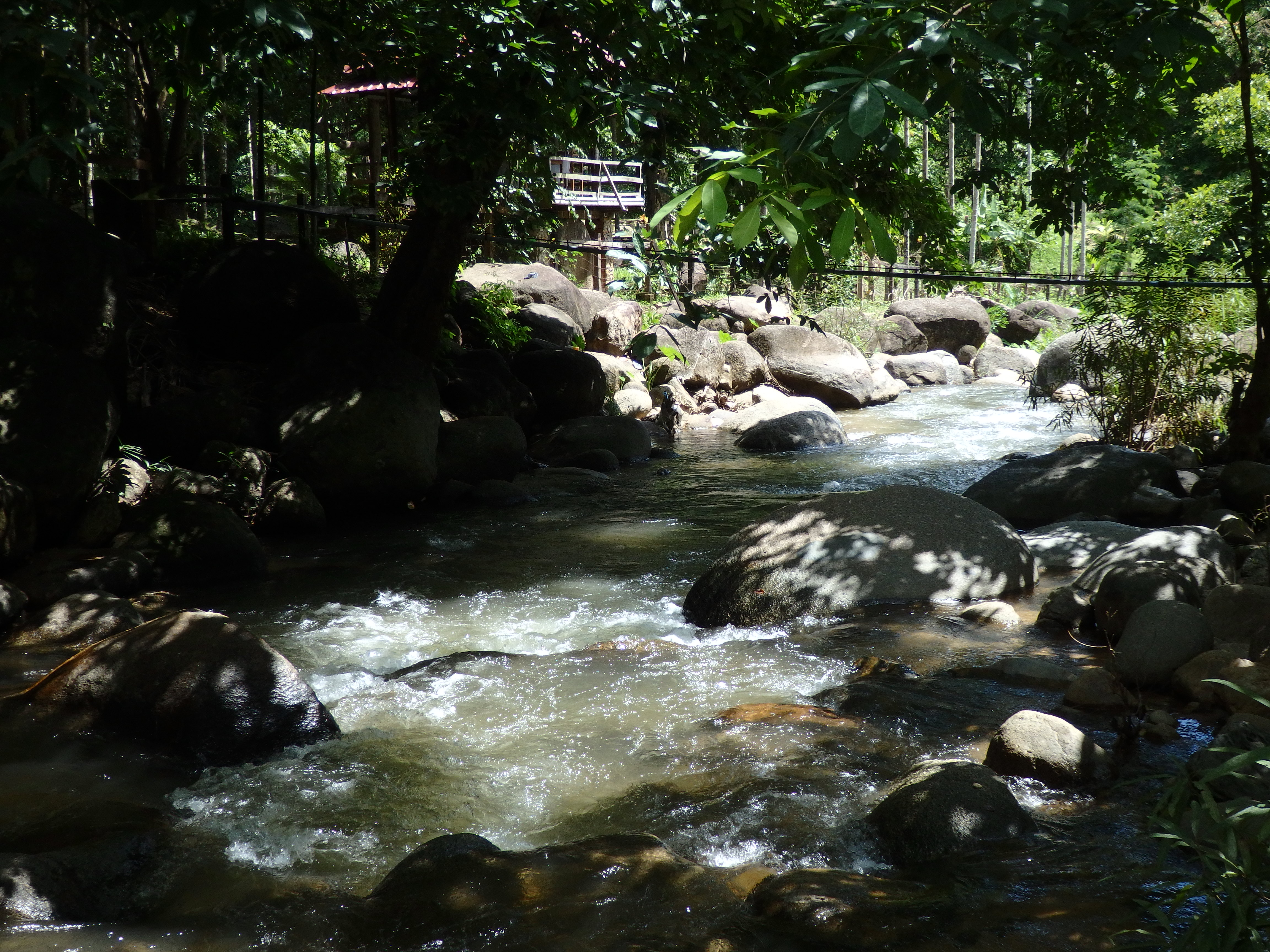
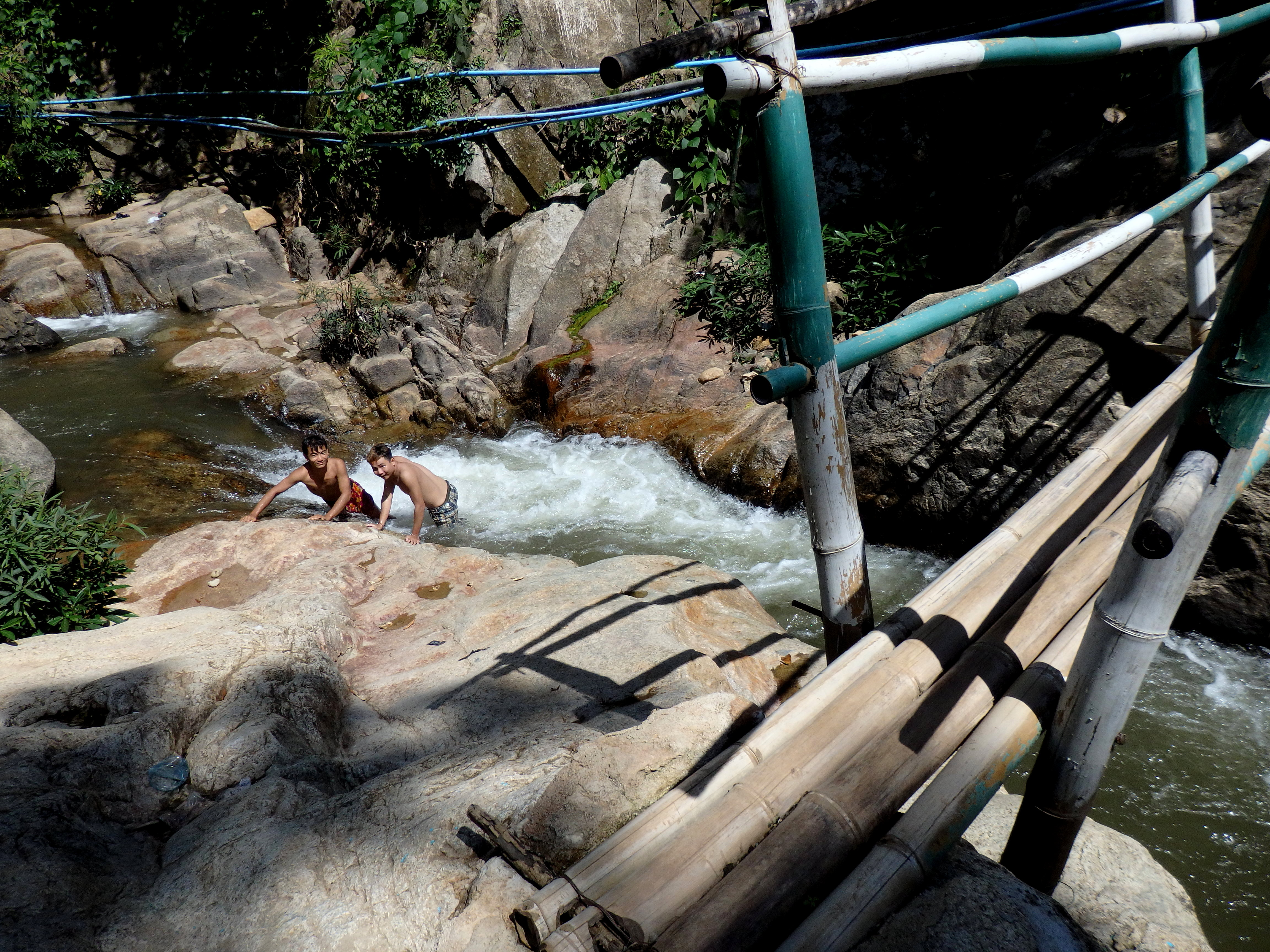
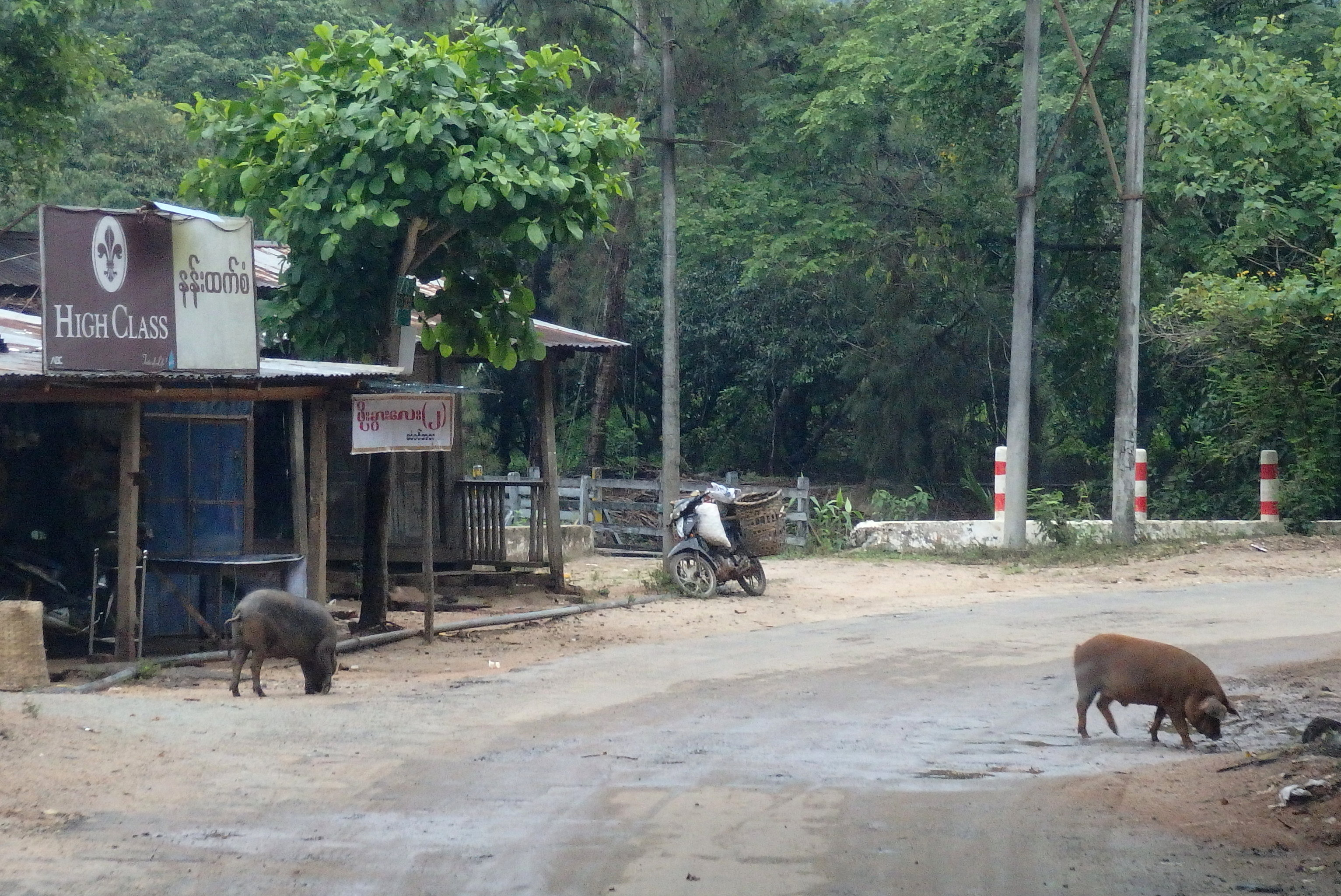
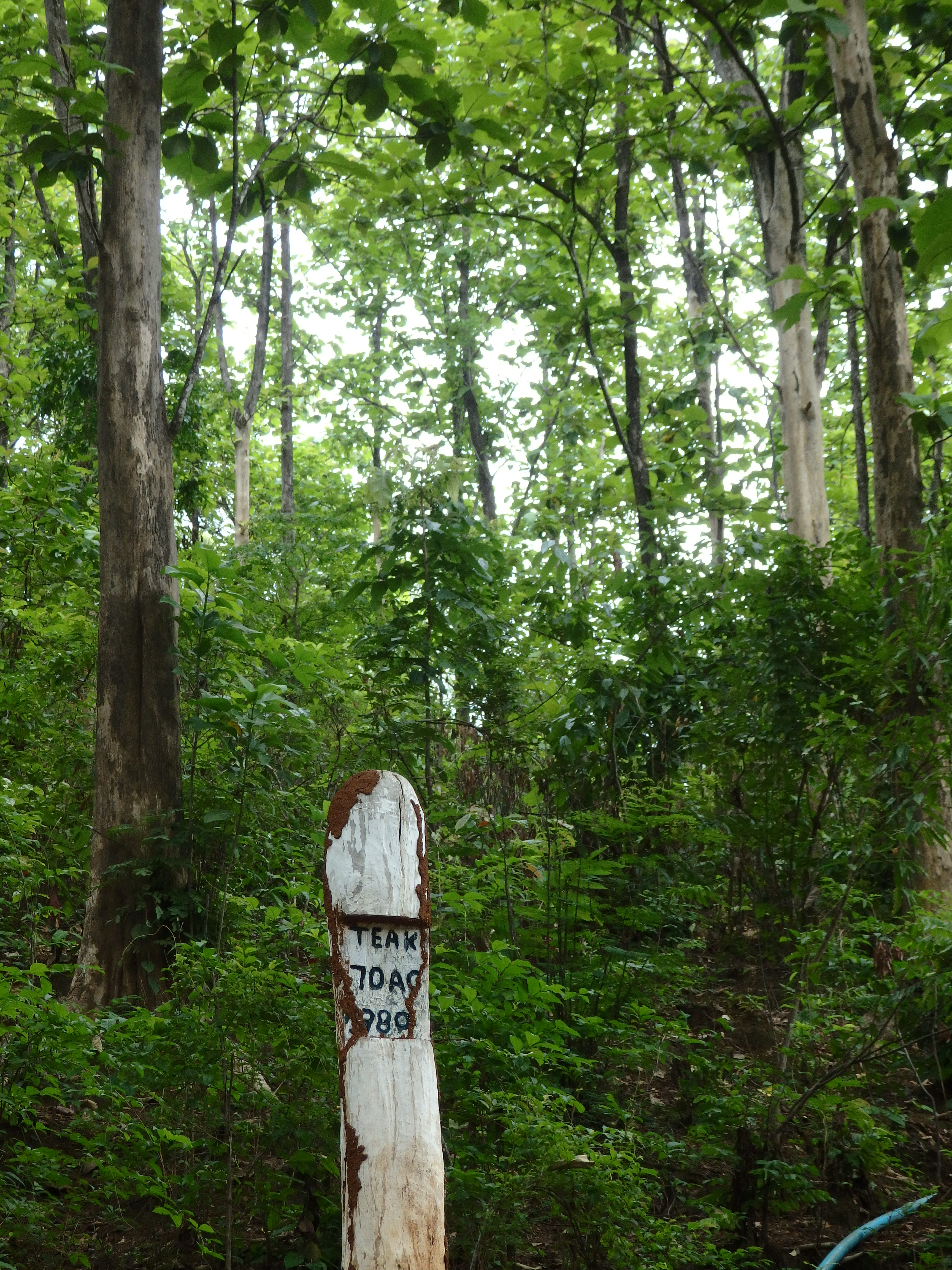
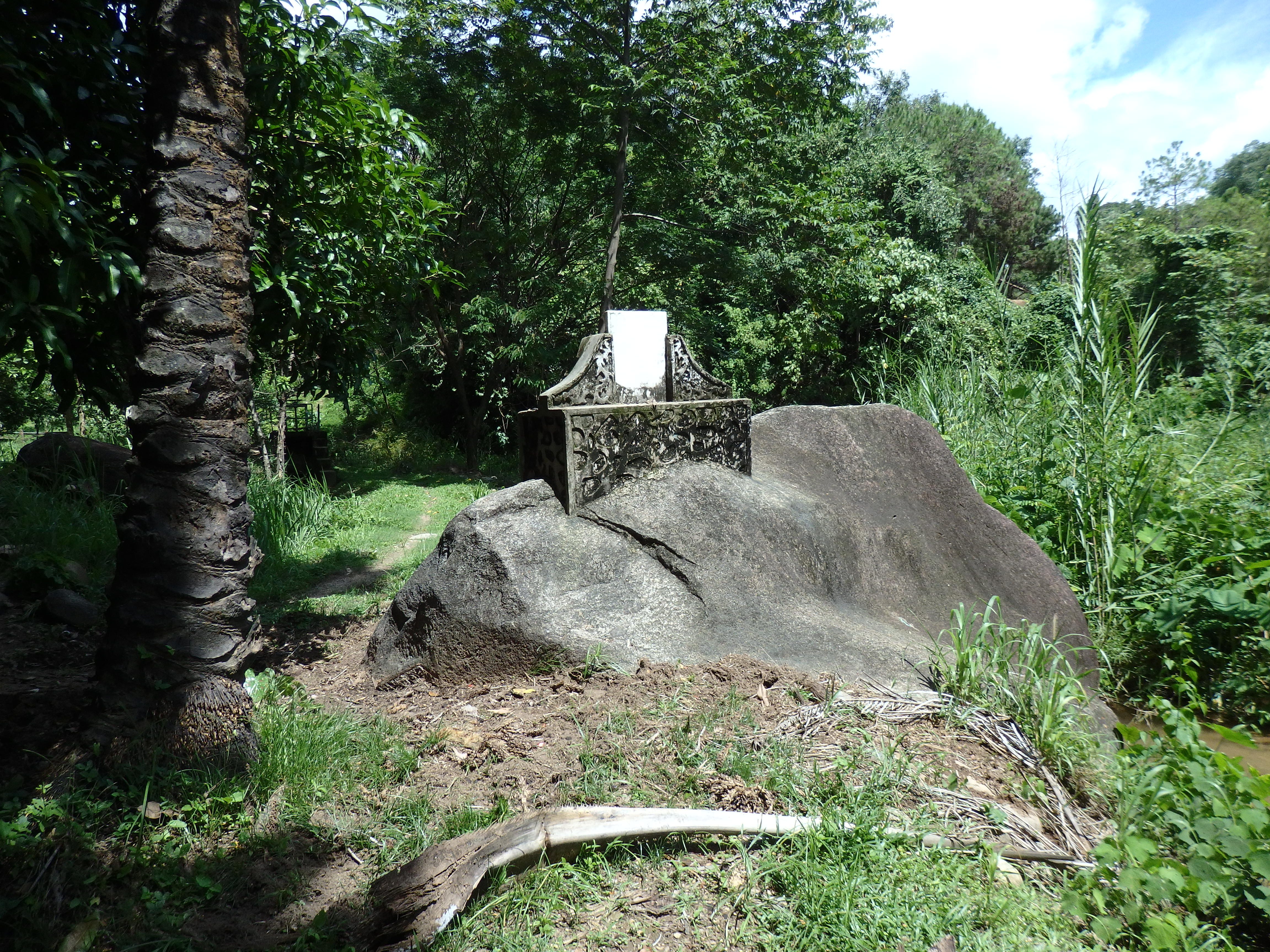